# Волен Сидеров
Волен Николов Сидеров е български политик и журналист, председател на определящата се за националистическа партия „Атака“.
Народен представител е от 11 юли 2005 до 30 октомври 2019 г. Като депутат е осъден за хулиганство в 5 дела.

## Биография
Роден е в Ямбол през 1956 г. Има по-голям брат – доц. д-р Пламен Сидеров (29.03.1952 – 05.03.2016), математик, преподавател в СУ „Св. Климент Охридски“. Бащата на Сидеров умира, докато той учи в гимназията в родния Ямбол, и майката Стела, която е учителка, отглежда сама двамата си синове.
Сидеров завършва Техникума по полиграфия и фотография в София. Преди 1989 г. работи като фотограф в Националния музей за литература в София.

## Политическа кариера

### Ранни години
През 1989 г. Сидеров става член на т. нар. „Комитет 273“ и „Екогласност“, съдейства на Независимо дружество за защита правата на човека. По-късно се включва в СДС. В началото на 1990-те години Сидеров е главен редактор в опозиционния вестник „Демокрация“. По-късно напуска СДС и вестник „Демокрация“ и става заместник главен редактор във вестник „Монитор“. Според някои сведения в края на 1990-те години е пресаташе на свързаната с „Мултигруп“ и „Газпром“ компания „Овергаз“
През 2000 г. печели наградата на Съюза на българските журналисти. През 2002 г. започва да учи теология в Шуменския университет, но прекъсва след първата година. Отказва да се яви на изпит за възстановяване на студентските си права на 1 април 2007 г. поради големия журналистически интерес. По-късно продължава образованието си и през 2009 г. успява да завърши по съкратен индивидуален план за обучение.
През 2003 г. Сидеров се кандидатира за кмет на София, но получава по-малко от 2000 гласа. Истински известен Волен Сидеров става с предаването „Атака“ по телевизия „Скат“, в което изразява личните си позиции по отношение на проблемите в страната. Той често е обвиняван в расизъм заради острите му изказвания по адрес на нееднаквото третиране на българите спрямо циганите и турците в България и настояването му циганската престъпност да се пресече с цялата строгост на закона. При всяко по-тежко престъпление или злоупотреба Сидеров настоява за цялата строгост на закона и твърди, че управляващите не са способни да управляват страната.

### Народен представител
През 2005 г. Волен Сидеров се опитва да регистрира партия с името на предаването си. Целта е участие в парламентарните избори, но тъй като регистрацията е забавена, Сидеров участва на изборите с няколко други националистически организации, обединени в Национален съюз „Атака“.
Съюзът получава 296 848 или 8,2% от валидните гласове на изборите и образува четвъртата по големина парламентарна група. През следващите месеци възникват конфликти с някои от съюзниците, например със Съюз на патриотичните сили и воините от запаса Защита и Нова зора, вследствие на което някои депутати са изгонени от парламентарната група. Партията „Атака“ получава регистрация едва след изборите.
Сидеров е кандидат за президент на изборите през 2006 г.. Стига до балотаж, който загубва от Георги Първанов с 597 175 на 1 780 119 гласа.
На 27 май 2011 г. партията на Волен Сидеров е обявена официално в Народното събрание на Република България от всички останали партии за „опасна за управлението на страната“ заради инцидента пред джамията в София.
Сидеров е автор на останала нереализирана законодателна инициатива, целяща да инкриминира отричането на Османското владичество и Баташкото клане.

### Кандидат за президент, 2006
Сидеров се регистрира за кандидат-президент на България за изборите на 22 октомври 2006 г. с кандидат-вицепрезидент Павел Шопов. На първия тур се класира втори с 21,5%, от валидните гласове, зад действащия президент Георги Първанов, получил 64%. Между двамата се провежда балотаж на 29 октомври поради ниската избирателна активност – под 50%, които са необходими за победа на първи тур. Сидеров получава 24% при избирателна активност от 41,11%. За двойката Сидеров-Шопов са гласували общо 649 000 души.
Според Сидеров и Павел Шопов изборите са манипулирани. На пресконференцията след изборите те оспорват резултата и изразяват мнението, че „българската мафия е преназначила Първанов“ за втори мандат. Подкрепят тезата си с аргументите: многобройни нарушения в гласуването; разчита изключително на ДПС за подкрепа, която извършва множество документирани нарушения (ненаказани), включително и двойно гласуване; фарса с българските турци и туристическото гласуване; както и „очевадния“ медиен дискриминационно-репресивен натиск; нито един телевизионен дебат между Първанов – Сидеров; макар и многократно предизвикан действащия президент не се решава на среща със Сидеров, а вместо това среща Беронов.

### Общински съветник
Участва в местните избори в като кандидат за кмет на Столична община и начело на листата на ПП „Атака“ за общински съветници. Партията печели 2 места за съветници, мандат 2019 – 2023 година. Заради поста в Столичния общински съвет Сидеров подава заявление за прекратяване на пълномощията му като народен представител на 24 октомври. Оставката му е приета от Народното събрание на 30 октомври 2019 година. През август 2021 г. Сидеров подава оставка като общински съветник. На 11 август Общинската избирателна комисия го освобождава от поста.

### Кандидат за президент, 2021
Кандидатира се повторно през 2021 година, но завършва на 7-мо място с 0,55% и 14 792 гласа.

## Политически възгледи и реторика
Политическата реторика на Волен Сидеров, както и всяка друга реторика, има два аспекта – този на съдържанието (тези и аргументация), и този реторическите средства, на жестикулацията, интонацията, мимиката, стойката и т.н. Според някои анализатори, той използва нацистка реторика във втория аспект, имитирайки поведението на Хитлер.
Относно политическата реторика, на митинга по случай 3 март 2013 г. Волен Сидеров казва следното: „Ето – аз съм този пред вас! Този същият, който продажните медии сипеха върху него хули и нападки и ме изобразяваха с пречупен кръст на ръката! А аз винаги съм носел и нося православния кръст на своята шия! И само той е моят медальон и никога не съм носил нещо друго! Те, враговете на собствения си народ, душманите на собствения си народ, искаха, имаха нужда да окарикатурят, да очернят словото на истината.“  

### Изказвания като народен представител
На първото заседание на XL народно събрание на 11 юли 2005 г. той нарича българската политическа класа „грухтящи прасета в безчувствени топки лой, глухи за проблемите и страданията на българския народ“.
Също обвинява народния представител Филип Димитров в „хомосексуална зависимост“ и съпричастност към структурите на бившата Държавна сигурност: „доносник на Държавна сигурност“, „явочник“, и „отявлен хомосексуалист“.

### Движение за права и свободи
В своите изказвания Сидеров говори за „турцизация“ и „ислямизация“ на България, за „турски мекерета, предатели и ибрикчии“. Нарича ДПС „част от една политическа мафия“. За Ахмед Доган казва: „Той се гаври с българския парламентаризъм и този човек се хвали открито, че има обръч от фирми, вероятно мафиотски, с които той всъщност съществува.“ На 21 май 2013, на първото заседание на XLII народно събрание Сидеров нарича ДПС „антиконституционна“ партия. Изказването му провокира реплика от Лютви Местан, който контрира: „От тази трибуна всеки има право на емоционални изстъпления, но никой няма право да нарича една партия противоконституционна. Има решение на Конституционния съд и ще ви моля да се съобразявате с него.“

### „Планът на българофобите“
Изказване на първото заседание на Четиридесетото обикновено Народно събрание на Република България:
| „ | …През този 8-годишен период беше извършен гигантски геноцид на българската нация. По настояване на външни, враждебни на България, фактори от нашия народ се предвижда да останат 3,5 – 4 млн. жители. Такъв е планът на българофобите и този план се изпълнява пред очите ни. Ако някой пита как, ще му посоча: като се отнеме на българите правото да бъдат господари в собствената си държава, като се оставят да умират в мизерия и липса на лекарства и медицинско обслужване, като биват подлагани на терор от цигански банди, които всекидневно нападат, ограбват, изнасилват и малтретират българската нация, след което съзнателно никой не издирва престъпленията, извършени от тях, защото директивата отвън е такава: да не се разследват престъпленията на тези малцинствени групи. Целта е българите да живеят в страх, да бъдат обезверени, смачкани, покорни. Стотици хиляди хронично болни измират и в момента, защото мафиотски фирми на довчерашния кабинет правят нечисти сделки с живота и здравето на българите. Защото роднини на довчерашната министърка на околната среда въртят търговия с лекарства за раковоболни и по тази причина лекарства няма и стотици хиляди българи, болни от рак, днес са подложени на бавна, мъчителна агония. | “ |

### Антидискриминация
По време на предизборните обиколки преди първия тур, в Кърджали, Волен Сидеров прави следните изказвания:
- „Всички християни и мюсюлмани, които се наричат българи, да се борят за единна и неделима България, в която да живеят с равни права и задължения.“
- „Атака никога не е заставала срещу малцинствата. Всички български патриоти са добре дошли при мен, без значение от раса, етнос и религия“.
- „Какво общо имат Юнал Лютфи, Йордан Цонев, Христо Бисеров и Лютви Местан с трудовите мюсюлмани, които с честен труд си изкарват прехраната? За тези хора, които биват лъгани, ние сме еднакво загрижени.“
- „Атака е за равни права и задължения, тя не е расистка или ксенофобска“.[23]

### Антиглобализация
На 26 и 27 януари 2002 г. Волен Сидеров е изпратен от вестник „Монитор“, където работи по това време, на Международна конференция по глобалните проблеми на всемирната история, проведена в Москва. Там той изнася доклад, насочен срещу глобализма. Организатор е Московската социално-хуманитарна академия, събитието е отразено в някои руски еврейски и православни сайтове. Журналистическо разследване на неговото участие в конференцията е отразено във в-к „Седем“.
За тази конференция се споменава в кампанията на един от кандидатите в президентските избори през 2006 г. Неделчо Беронов. Там се твърди, че на тази антиглобалистка конференция са присъствали и представители на Ку Клукс Клан като Дейвид Дюк, ислямисти като Ахмед Рами и руски националисти, поради което присъствието там на Сидеров е окачествено като скандално.

## Скандал в НАТФИЗ
На 23 октомври 2015 г. Сидеров, съпартиецът му Десислав Чуколов и техни приближени насилствено влизат в сградата на НАТФИЗ, като изблъскват портиера и прекъсват учебни занятия в учебна зала. Студенти, присъствали на скандала, се оплакват от насилие и грубост. Телефонът на студентка, присъствала на инцидента и направила снимка с него, е насилствено отнет от Сидеров, а впоследствие върнат. Малко след нахлуването си Сидеров втори път влиза в саморазправа с артистите от НАТФИЗ.
На 26 октомври същата година стотици студенти, преподаватели и актьори протестират до Парламента на Република България заради хулиганското поведение на Сидеров, някои от тях желаещи спирането от ефир на телевизия „Алфа“. Да се отнеме лицензът на телевизия „Алфа“ и да се свали депутатският имунитет на Волен Сидеров и колегите му, придружавали го при нахлуването му в НАТФИЗ, настоява Съюзът на артистите в България. В писмо до председателя на парламента, главния прокурор и председателя на СЕМ артистите посочват, че „в последните дни българската общественост стана свидетел на безпрецедентно поведение от страна на лидер на политическа партия и народни представители от същата партия, които нахлуха в автономно българско висше учебно заведение“.
Главният прокурор на републиката Сотир Цацаров иска свалянето на имунитета на двамата депутати от Народното събрание Сидеров и Чуколов, за да им повдигне обвинение. На 24 октомври е образувано наказателно производство за хулиганство и принуда по случая с нахлуването на Волен Сидеров в сградата на НАТФИЗ, съобщава пред медии заместник главният прокурор Борислав Сарафов.

## Публицистика
Книгите му „Бумерангът на злото“, „Властта на Мамона“, „Българофобия“, „Основи на българизма“ са посветени на световната конспирация и „разобличават“ онова, което той счита за антибългарска политика на определени политически кръгове в България и в чужбина. Според книгите на Сидеров банкери и масони контролират света с помощта на марионетни държавни глави и международни организации (Билдърбъргска група, Трилатералната комисия, Съветът за чуждестранни връзки, Международният Валутен Фонд, Световната Банка), все недемократично избрани и без всякакъв контрол.

## Критики и противоречия
Според Антонина Желязкова, историк, специалист по проблемите на Балканите и на малцинствата, „най-важната характеристика на Волен Сидеров, на която се дължи и силното му влияние, е, че той е един от губещите в прехода.“ Според нея, той е „успешен популист“, олицетворение „на унизеното достойнство, на болката, на омразата и страха на декласираните по време на прехода.“ Според нея, гласоподавателите на „Атака“ знаят, че Сидеров не е в състояние да промени нещата, но гласуват за него, тъй като той представя тази категория хора и „унизеното им достойнство“.
Волен Сидеров дава гласа си и благодарение на него се сформира XLII народно събрание. Получава председателското място в "Комисията за борба с корупцията и конфликта на интереси“. По време на мандата му неколкократно има скандали свързани с негови частни екскурзии и почивки в чужбина, за които той коментира, че са финансирани от негови заможни приятели.
През 2013 г. по инициатива на общественичката Леа Коен 500 души подписват писмо, призоваващо БСП и ДПС незабавно да прекъснат своята политическа зависимост от Волен Сидеров и да поставят в изолация него и партията му.
На 8 март 2018 г. в ефира на БНТ 1 отрича съществуването на Българщина преди средата на 19 век, представяйки Възраждането като резултат на руската Геополитика към християнските територии на Османската империя, отричайки съществуването на История славянобългарска и десетки нейни преписи, сред които и първия български учебник по история, началото на Новобългарската просвета, Църковната борба и на гръцкото духовно робство като цяло и на Велчовата завера - първият опит за Освобождение на България през 19 - ти век, ставайки единствения "националистически" политик в света, отрекъл историческото съществуване на собствената си нация. Позицията на Сидеров по въпроса почти напълно се припокрива с Македонисткото отричане на Българската нация като "изкуствено създадена" от Русия.

## Съдебни процеси и обвинения

### „Граждани срещу омразата“
В началото на 2006 година Обществена коалиция „Граждани срещу омразата“ заведе иск срещу Волен Сидеров за подбуждане към дискриминация и насаждане на омраза. Точните изказвания, които според коалицията са престъпление, бяха публикувани през май 2006 от Джемини. Искът се основава на Закона за защита срещу дискриминация, Международната конвенция за премахване на всички форми на расова дискриминация, Международния пакт за граждански и политически права и Конституцията на Република България.
Коалицията „Граждани срещу омразата“ дава за пример в учредителния си манифест следното изказване на В. Сидеров: „…Най-после българите ще имат своето представителство в парламента. Там няма да бъдат само педерасти, цигани, турци, иностранци, евреи и всякакви други, а ще има само и единствено българи!“
Волен Сидеров използва изрази, от рода на „международната еврейска върхушка“, както и такива, които делят българските граждани на „българи“ и „небългари“. По отношение на малцинствата, Волен Сидеров използва изрази, от рода на „педерастко-лесбийски сборища“ и „терористите от циганските гета“.
Тези изказвания на Сидеров са цитирани от коалицията „Граждани срещу омразата“.
По преценка на съда исковата молба е разделена в 8 отделни производства и разпределена за разглеждане от осем съдии. Мотивите за това са, че ищците сочат осем различни признака, по които трябва да се установи подбудителство към дискриминация.
Състав на Софийски районен съд (СРС) с председател Иво Дачев на 21 юли 2006 осъжда Волен Сидеров по едно от осемте дела. Присъдата е: да преустанови подбуждането към дискриминация, като спре да прави подобни изявления, и да се въздържа в бъдеще от по-нататъшни такива действия. Според съда, със свои изказвания той е преминал мярата, в която се позволява да бъде упражнявано свободно правото на слово и е нарушил правото на свобода от дискриминация. Искането за публично извинение се отхвърля.

### Иск на ЛГБТ активисти
Искът е от няколко ЛГБТ активисти от ЛГБТ организацията Джемини, сред които Десислава Петрова и Аксиния Генчева.
Съдия Марияна Георгиева от Софийския районен съд е отхвърлила като недоказани исковете срещу лидера на „Атака“ Волен Сидеров за тормоз и подбуждане към дискриминация на основа на сексуалната ориентация. Без уважение остава и искането Сидеров да бъде осъден да се извини публично и да спре да прави дискриминационни изявления във връзка със сексуалната ориентация.
Искът е заради няколко изказвания на лидера на „Атака“. Сред тях е това от парламентарната трибуна отпреди година, когато Сидеров нарича Филип Димитров „отявлен хомосексуалист“. Обидни според ищците са и думите му: „…всевъзможни изявления на всякакви гей организации, педерастко-лесбийски сборища и прочее се отразяват широко и мощно“, „…най-после българите ще имат своето представителство в парламента. Там няма да бъдат само педерасти, цигани, турци, иностранци, евреи и всякакви други, а ще има само и единствено българи…!“

### Магистрала „Тракия“
На 7 април 2006 г. Волен Сидеров претърпява инцидент на магистрала „Тракия“. Около 23:00 часа̀, неговият автомобил е засечен от два други. В автомобила, който се блъска в този на Сидеров, пътуват 22-годишен мъж, който шофира, и 84-годишният му дядо (тази информация е твърдение единствено на семейство Докови – бащата Ромео и синът Явор – и не е проверена от полицията). Във втория автомобил, джип „Мерцедес“, пътува бащата Ромео Доков, който кара пред автомобила на Сидеров. Синът Явор, който твърди че е бил ударен от автомобила на Сидеров, е студент по международни икономически отношения и разузнавателни науки в Англия. Според информационната система „Дакси“, бащата, Ромео Доков участва като собственик или управител в 6 фирми, занимаващи се с туризъм и търговия. Той е собственик на хотел „Холидей парк“ в курортния комплекс Златни пясъци. Занимава се с производство и търговия на сухари и захарни изделия. Ромео Доков е член и на управителния съвет на сдружение „Съюз на собствениците за развитие на курортен комплекс Златни пясъци“.
Още на следващата сутрин, няколко часа след инцидента, е организирана пресконференция, на която семейство Докови изказват своята теза за случилото се на магистралата.
Според Волен Сидеров случилото се е атентат срещу него, а историята за внучето и болния дядо – измислица на Ромео Доков. Редица медии обаче изопачават това твърдение и публикуват материали със заглавия като „Сидеров и Чернев се оплакват, че 22-годишно момче и 84-годишният му дядо са направили опит за покушение срещу тях.“
Впоследствие Волен Сидеров се отрича от първоначалните си показания, а адвокат Чернев отрича участие в побоя и инцидента. Павел Чернев, в свое интервю пред в-к „24 часа“ обяснява, че е бил помолен от Волен Сидеров да даде показания, че той е упражнил насилие над водача да другия автомобил, тъй като „най-много прилича“ на шофьора Любомир Бакърджиев, който е „условно осъден“ и самият Волен Сидеров „вече е казал на министъра, че Чернев е карал колата“. Показанията на Волен Сидеров са на разположение в архива на Народното събрание. По искане на главния прокурор, в края на юни 2006 г., Народното събрание сваля имунитета на Сидеров, за да бъде той разследван за подбудителство към лъжесвидетелстване на Чернев и прикриване на Бакърджиев от властите.
Следствието не е установило дали бащата и синът на Явор Доков са били на магистрала „Тракия“ по време на инцидента, нито кой от участниците в инцидента е бил блъснат – Докови или Сидеров. В първите седмици на скандала в сутрешните блокове на bTV и НоваТВ се изнася информация за хода на следствието, която трябва да е следствена тайна. Това дава повод на Сидеров да заяви, че случаят е провокация срещу него с цел компрометиране (изказване на В. Сидеров в Парламента на 22 юни 2006).
На 14 февруари 2007 г. съдебен призовкар от Националната следствена служба връчва призовка по делото за инцидента на автомагистрала „Тракия“ на Волен Сидеров. Призовката му се връчва, да се яви в качеството на обвиняем. Това става след пресконференция, на която Сидеров обяснява, че срещу него се изпълнява политическа поръчка и че никой не го търси, въпреки че няма депутатски имунитет. Служителят му връчва призовката след двуседмични опити да го намери.

### Съдебни дела за хулиганство
- През март 2016 година Волен Сидеров е осъден от СГС за хулиганство заради нахлуването им с Десислав Чуколов в НАТФИЗ през октомври 2015 година. Съдът одобрява споразумение между подсъдимите и прокуратурата, с което те се признават за виновни и им налага наказание пробация, като за Сидеров е за срок от девет месеца, а за Чуколов – шест. Освен това от заплатите им ще бъдат удържани по 13 %.
- През януари 2014 г. докато летят в самолет Сидеров вдига скандал на френски дипломат, а впоследствие на летище „Варна“ удря полицай и друг човек. Сидеров е обвинен в хулиганство и нанасяне на лека телесна повреда на длъжностно лице, но обвиненията в последстие са оттеглени. През април 2016 г. Софийският градски съд одобрява споразумение на Сидеров с прокуратурата и му налага наказание пробация за срок от година и два месеца и удържане на 15 % от заплатата му.[53]
- Сидеров сключва споразумения с прокуратурата и за няколко други производства. Общото наказание за петте присъди е 2 години и удържане на 25% от заплатата му за същия срок, тъй като се налага само най-голямото наказание. Прокурорът иска увеличаване на пробацията с 1/2 до общо 3 години.[3]

### Съдебно дело от Бойко Борисов за клевета
През август 2014 година Волен Сидеров е осъден на първа инстанция от Бойко Борисов по гражданско дело за четири клевети, изречени от Сидеров в интервю за вестник „Монитор“. Той трябва да плати обезщетение за неимуществени вреди в общ размер на 180 000 лева и 130 000 лева разноски по делото.

### Съдебно дело срещу Слави Трифонов
На 19 юли 2011 година, след няколкогодишни съдебни процедури, Волен Сидеров успява да осъди Слави Трифонов за отправяни клевети от ефира на „Шоуто на Слави“ през 2005 година. Това става, след като Слави Трифонов не успява да докаже твърденията си, че е чул в предаването на Волен Сидеров – „Атака“ по телевизия Скат призиви от рода „циганите на сапун“. Освен това Трифонов е осъден и заради отправени обиди към Сидеров, наричайки го „фашист“ и „фюрер“.

## Личен живот
Волен Сидеров живее дълги години на семейни начала с журналистката Капка Георгиева, бивша съпруга на Кин Стоянов. Приел е нейния син Димитър Стоянов. На 11 ноември 2006 те оформят съжителството си с граждански и църковен брак, Капка приема фамилията Сидерова. Ритуалите са проведени в град Кърджали. Кумове са директорът на телевизия СКАТ Валери Симеонов и Женя Баракова. Венчавката (църковният брак) е извършена от отец Боян Саръев.
Преди сватбата са публикувани изказвания на кмета на Кърджали Хасан Азис, че Ахмед Доган е склонен да им кумува и подари сватбено пътешествие до Ефес, Турция.
По-късно се развежда с Капка Сидерова и се разделя политически със сина ѝ.
На 17 септември 2015 г. се ражда синът му Волен младши. Майка е жената, с която Сидеров живее на съпружески начала – Деница Гаджева.